# Pentateucha
Pentateucha este un gen de molii din familia Sphingidae. 

## Specii
- Pentateucha curiosa - Swinhoe, 1908
- Pentateucha inouei - Owada & Brechlin, 1997
- Pentateucha stueningi - Owada & Kitching, 1997